# Trifolium sylvaticum
Trifolium sylvaticum é uma espécie de planta com flor pertencente à família Fabaceae. 
A autoridade científica da espécie é Gerard ex Loisel., tendo sido publicada em Journal of Botany, British and Foreign 2: 367. 1809.
O seu nome comum é trevo.

## Portugal
Trata-se de uma espécie presente no território português, nomeadamente em Portugal Continental.
Em termos de naturalidade é nativa da região atrás indicada.

## Protecção
Não se encontra protegida por legislação portuguesa ou da Comunidade Europeia.